# Romane Holderried Kaesdorf
Romane Holderried Kaesdorf (* 11. Mai 1922 in Biberach an der Riß; † 23. Mai 2007 ebenda) war eine deutsche Zeichnerin, Malerin und Illustratorin.
Ihre Arbeiten weisen sie als sozial engagierte Karikaturistin aus und zeigen Elemente der Art brut sowie eine bildnerische Verwandtschaft zu George Grosz und James Ensor.
Sie lebte in ihrer Geburtsstadt Biberach an der Riß. Dort sind im Braith-Mali-Museum einige ihrer Werke ausgestellt.

## Auszeichnungen
1991 erhielt sie den Hans-Thoma-Preis und 1989
zusammen mit ihrem Ehemann Julius Kaesdorf den Oberschwäbischen Kunstpreis verliehen. 1997 erhielt sie den Kunstpreis des Landes Vorarlberg
und 2006 für ihr Lebenswerk den Kunstpreis der VR Bank Aalen.

## Veröffentlichungen (Auswahl)
- Philipp Otto Runge: Von den Fischer un syne Fru. Märchen. Zeichnungen von Romane Holderried-Kaesdorf. Broschek-Verlag, Hamburg 1972, ISBN 3-87102-030-3 (1000 nummerierte und signierte Exemplare).
- Romane Holderried Kaesdorf: Lilien- und Normalzeitung. 1. Auflage. Edition Klaus und Dagmar Dieterich, Stuttgart 1969 (1000 Exemplare).